# Сферна аберација
Сферна аберација у оптици, је немогућност сферног сочива или огледала да сакупи све паралелне зраке у исти фокус. Тачка где ће улазни зрак бити фокусиран зависи од тога колико је тачка у којој се светлост одбије од сферног огледала удаљена од оптичке осе (линије која пролази кроз центар огледала/сочива и нормална је на његову површину). Зраци који се рефлектују од тачака које су ближе ивици огледала се фокусирају ближе огледалу него зраци који је рефлектују од тачака које су ближе оптичкој оси. Исти ефекат се дешава и приликом рефракције зрака кроз сочива чије површине су делови сфере.
Сферна аберација производи слику тачкастог извора светлости (рецимо звезде) раширену у диск. У случају огледала, сферна аберација се може избећи коришћењем параболичног огледала (пресек огледала одговара параболи). Код сочива, решење је да површине сочива имају различит радијус закривљености.
Као и код хроматске, ефекат сферне аберације може да се умањи коришћењем сочива веома великог ф/броја (што одговара сочивима велике жижне даљине). Током 17. века, овакав приступ довео је до конструкције веома дугачких и робусних рефрактора.